# Steven Bryce
Steven José Bryce Valerio (San José, 1977. augusztus 16. –) Costa Rica-i válogatott labdarúgó.

## Pályafutása

### Klubcsapatban
Pályafutását 1996-ban a Goicoechea csapatában kezdte. 1997 és 2000 között a Deportivo Saprissában játszott, melynek tagjaként két alkalommal nyerte meg a Costa Rica-i bajnokságot. 2000 és 2005 között az Alajuelense játékosa volt, melynek színeiben négy bajnoki címet szerzett és 2004-ben megnyerte a CONCACAF-bajnokok ligáját. A 2005–06-os idényben a ciprusi Anórthoszi Ammohósztu és a görög ÓFI Kréta csapatában szerepelt. Később játszott még a Brujas FC, az UCR a hondurasi Marathón és a szintén hondurasi Motagua csapatában. 2010-ben Ausztráliában a Brisbane Roar játékosaként fejezte be a pályafutását. 

### A válogatottban
1998 és 2005 között 73 alkalommal szerepelt a Costa Rica-i válogatottban és 9 gólt szerzett. Bemutatkozására 1998 januárjában került sor egy Honduras elleni barátságos mérkőzés alkalmával. Részt vett a 2002-es világbajnokságon, ahol a Costa Rica-iak összes mérkőzésén csereként lépett pályára. Tagja volt a 2001-es és a 2004-es Copa Américán, illetve a 2000-es, a 2002-es, a 2003-as és a 2005-ös CONCACAF-aranykupán szereplő válogatott keretének is.

## Sikerei, díjai
Deportivo Saprissa
- Costa Rica-i bajnok (2): 1997-98, 1998–99

LD Alajuelense
- Costa Rica-i bajnok (4): 2000-01, 2001–02, 2002–03, 2004–05
- CONCACAF-bajnokok ligája győztes (1): 2004
- UNCAF-klubcsapatok kupája győztes (1): 2002

Costa Rica
- CONCACAF-aranykupa ezüstérmes (1): 2002
- UNCAF-nemzetek kupája győztes (2): 1999, 2005

## Külső hivatkozások
- Steven Bryce adatlapja a National-Football-Teams.com oldalon (angolul)

- Steven Bryce (angol nyelven). FootballDatabase.eu
- Steven Bryce (német nyelven). kicker.de
- Steven Bryce adatlapja a worldfootball.net oldalon (angolul)